# 13 febbraio
Il 13 febbraio è il 44º giorno del calendario gregoriano. Mancano 321 giorni alla fine dell'anno (322 negli anni bisestili).

## Eventi
- 477 a.C. – Battaglia del Cremera (data incerta, secondo altre fonti è stata il 18 luglio): combattuta sulle sponde dell'omonimo fiume, fu piuttosto un agguato teso dai Veienti alle forze romane che stavano saccheggiando il loro territorio;
- 528 – Con la costituzione Haec quae necessario, Giustiniano dà il via alla redazione del Codice giustinianeo;
- 997 – Arduino, marchese d'Ivrea, assedia Vercelli e uccide (personalmente, secondo la leggenda) il vescovo Pietro;
- 1131 – In Germania re Lotario II incontra papa Innocenzo II per accompagnarlo a Roma e muovere guerra ai Normanni, in cambio della promessa del papa di incoronarlo imperatore e di investirgli i beni allodiali di Matilde di Canossa; i beni passeranno successivamente al genero Enrico di Baviera;
- 1177 – A Palermo si sposano Guglielmo II di Sicilia e Giovanna d'Inghilterra, contestualmente incoronata regina di Sicilia;
- 1278 - Nell'Arena di Verona vengono arsi vivi circa 200 (forse 166) Catari catturati presso la Fortezza di Sirmione il 12 novembre 1276 dove si erano rifugiati dopo il Massacro di Montsegur;
- 1503 – Si svolge la Disfida di Barletta che vide contrapposti 13 cavalieri italiani e altrettanti cavalieri francesi, mentre perdurava la guerra tra Francia e Spagna per le conquiste in Italia meridionale;
- 1542 – Catherine Howard, quinta moglie di Enrico VIII d'Inghilterra, viene giustiziata per adulterio;
- 1547 – Sotto il pontificato di Paolo III ha luogo a Palermo un grande autodafé ("atto di fede") contro i luterani siciliani: un eretico viene condannato alla immurazione perpetua (murato vivo in una cella, senz'acqua né cibo);
- 1633 – Galileo Galilei arriva a Roma per il suo processo davanti all'Inquisizione;
- 1668 – La Spagna riconosce l'indipendenza del Portogallo;
- 1689 – Guglielmo III e Maria II vengono proclamati co-regnanti d'Inghilterra;
- 1692 – Si svolge il Massacro di Glencoe;
- 1790 – Rivoluzione francese: vengono emanate leggi che confiscano i terreni della Chiesa in favore dello Stato, per porre rimedio alla crisi economica della Francia; leggi analoghe passano anche il 2 novembre 1789 e il 19 aprile 1790;
- 1798 – Campagna d'Italia (occupazione francese di Roma): entrato a Roma da tre giorni, il generale Louis Alexandre Berthier vi proclama la repubblica (poi Repubblica Romana), chiedendo a papa Pio VI di rinunciare al potere temporale;
- 1843 – Viene pubblicato negli Aneddoti per la recente filosofia e pubblicistica tedesca il primo articolo di Karl Marx, Osservazioni sulle recenti istruzioni per la censura in Prussia, scritto tra il gennaio e il 10 febbraio 1842 per gli Annali tedeschi di Arnold Ruge, il quale però, prudentemente, non lo aveva pubblicato;
- 1861 – A Gaeta viene firmata la capitolazione della fortezza decretando la fine del Regno delle Due Sicilie;
- 1866 – Jesse James rapina la sua prima banca;
- 1869 – Friedrich Nietzsche ottiene la cattedra di lingua e letteratura greca dell'Università di Basilea;
- 1880 – Thomas Edison diventa la prima persona a osservare l'effetto termoionico;
- 1890 – Alla morte del sayyid Khalifa bin Sa'id di Zanzibar, terzo sultano di Zanzibar, gli succede il fratello Ali bin Sa'id di Zanzibar;
- 1895 – Auguste e Louis Lumière brevettano il Cinématographe, una combinazione tra cinepresa e proiettore[1];
- 1900 – Marcel Proust inizia la collaborazione con Le Figaro per una serie di articoli mondani sui salotti parigini;
- 1914 – Viene fondata all'Hotel Claridge di New York la ASCAP (American Society of Composers, Authors and Publishers) per proteggere i diritti d'autore delle composizioni musicali dei suoi membri;
- 1927 – Italia: viene istituita la tassa sul celibato;
- 1929 – Alexander Fleming presenta i risultati sulla penicillina al Medical Research Club;
- 1935 – Una giuria di Flemington (New Jersey) dichiara Bruno Hauptmann colpevole del rapimento e dell'uccisione del figlio neonato di Charles Lindbergh;
- 1936 – Durante la guerra d'Etiopia avviene l'Eccidio del cantiere Gondrand;
- 1945
  - Israel Zolli, rabbino capo di Roma, si converte al Cattolicesimo assumendo il nome di Eugenio (per ringraziare papa Pio XII per gli ebrei salvati);
  - Seconda guerra mondiale:
    - (Fronte orientale): le truppe sovietiche strappano Budapest ai nazisti;
    - (Offensiva sovietica gennaio-aprile 1945): sull'Oder, la piazzaforte di Głogów viene investita dall'Armata Rossa (capitolerà solo il 2 aprile);
    - Prima fase del bombardamento di Dresda da parte della British Royal Air Force: si trattò di un massacro dalle dimensioni immani;
- 1955 – Durante una conferenza stampa, il ministro israeliano comunica che tutti e sette i Manoscritti del Mar Morto della prima grotta sono in possesso dello Stato d'Israele e ne costituiscono patrimonio storico (altre fonti riportano quattro su sette, dettaglio difficile da verificare);
- 1960 – Test nucleari: la Francia testa la sua prima bomba atomica nel Sahara, avviando una serie di 17 esperimenti nel deserto africano conclusasi il 16 febbraio 1966;
- 1970 – L'etichetta discografica Vertigo Records pubblica l'omonimo album di debutto dei Black Sabbath;
- 1971 – Guerra del Vietnam: appoggiate dall'artiglieria e dall'aviazione statunitensi, le truppe del Vietnam del Sud invadono il Laos;
- 1972 – Si chiudono a Sapporo, in Giappone, i XI Giochi olimpici invernali;
- 1975 - A seguito dell'invasione turca di Cipro, iniziata il 20 luglio dell'anno precedente, la Turchia dichiarò le aree occupate della Repubblica di Cipro uno "Stato Federale Turco";
- 1976 – In Nigeria il generale Murtala Ramat Mohammed viene assassinato durante un tentativo di colpo di Stato;
- 1978 – Tre membri della setta Ananda Marga, di prima mattina, fanno esplodere una bomba all'esterno dell'Hotel Hilton di Sydney, uccidendo due spazzini, un poliziotto e diverse altre persone;
- 1980 – Lo Stato di Vanuatu (ex Nuove Ebridi), divenuto indipendente, adotta la sua attuale bandiera;
- 1983
  - A Torino, l'incendio del Cinema Statuto provoca la morte di 64 spettatori, quasi tutti ragazzi;
  - A Champoluc, in Valle d'Aosta, precipitano tre cabine di una funivia uccidendo 11 passeggeri;
- 1984 – Konstantin Ustinovič Černenko succede a Jurij Vladimirovič Andropov come Segretario generale del Partito Comunista dell'Unione Sovietica;
- 1988 – Iniziano i XV Giochi olimpici invernali di Calgary in Canada;
- 1990 – Riunificazione tedesca: alla Conferenza Cieli Aperti di Ottawa viene raggiunto un accordo per un piano in due fasi di riunificazione della Germania;
- 1991 – Prima guerra del Golfo: due bombe intelligenti a guida-laser distruggono un bunker sotterraneo a Baghdad, uccidendo centinaia di civili iracheni;
- 1996 – Inizia la guerra del popolo nepalese;
- 1997 – Lavori di riparazione e di taratura del Telescopio spaziale Hubble vengono iniziati dagli astronauti dello Space Shuttle Discovery;
- 2000 - Viene pubblicata l'ultima striscia del fumetto Peanuts a seguito della morte dell'autore Charles M. Schulz avvenuta il giorno prima;
- 2001
  - Un terremoto di magnitudo 6,6 della scala Richter colpisce El Salvador (già colpito il 13 gennaio da un altro di magnitudo 7,6) provocando almeno 400 vittime;
- 2003
  - Il presidente del Consiglio Silvio Berlusconi è prosciolto nell'inchiesta sui fondi neri Fininvest per prescrizione del reato;
  - La Corte d'assise d'appello di Perugia deposita le motivazioni della condanna a Giulio Andreotti, ritenuto l'ideatore dell'omicidio del giornalista ed editore Mino Pecorelli;
- 2004 – Travis Metcalfe dell'Harvard-Smithsonian Center for Astrophysics scopre il diamante più grande dell'universo: è la stella nana bianca BPM 37093;
- 2012 – La ESA effettua il primo lancio di Vega;
- 2016 – Esce nelle sale cinematografiche belghe il film Zootropolis, 55º Classico Disney; il film verrà distribuito negli USA il successivo 4 marzo;
- 2017 – Kim Jong-nam, fratello maggiore del presidente della Corea del Nord Kim Jong-un, viene assassinato a Kuala Lumpur;

## Nati
Ci sono circa 1 170 voci su persone nate il 13 febbraio; vedi la pagina Nati il 13 febbraio per un elenco descrittivo o la categoria Nati il 13 febbraio per un indice alfabetico.

## Morti
Ci sono circa 530 voci su persone morte il 13 febbraio; vedi la pagina Morti il 13 febbraio per un elenco descrittivo o la categoria Morti il 13 febbraio per un indice alfabetico.

## Feste e ricorrenze

### Civili
Internazionali:
- Data astrologica siderale in cui il Sole entra nel segno zodiacale dell'Aquario
- Giornata mondiale della radio

Nazionali:
- In India - Giornata nazionale del bacio

Regionali:
- Giornata della memoria delle vittime meridionali dell'Unità d'Italia (in Basilicata[2] e Puglia[3]).

### Religiose
Cristianesimo:
- Sant'Archelao martire
- Santi Aimo e Vermondo Corio
- San Benigno di Todi, martire
- San Castore di Karden, sacerdote ed eremita
- Sant'Ermenegilda di Ely, badessa
- Sante Fosca e Maura, martiri
- San Fulcrano di Lodève, vescovo
- San Gilberto di Meaux, vescovo
- Santa Giuliana, venerata a Torino
- San Gosberto di Osnabrück
- San Guimerra di Carcassonne, vescovo
- San Martiniano, eremita
- San Modomnock, abate
- San Paolo Le-Van-Loc, martire
- San Paolo Liu Hanzuo, martire
- San Pietro I di Vercelli, vescovo e martire
- Santo Stefano Nemanja, re serbo
- Santo Stefano di Lione, vescovo
- Santo Stefano di Rieti, abate
- Sant'Una (Huna), monaco
- Beato Angelo Tancredi da Rieti, francescano
- Beato Berengario di Assisi, religioso mercedario
- Beata Cristina Semenzi da Calvisano, monaca
- Beata Eustochio Bellini (Lucrezia), vergine
- Beato Giordano di Sassonia, domenicano

Ebraismo:
- 2006 – festa di Tu BiShvat, celebrata ogni 15 di Shevat del calendario ebraico.

Religione romana antica e moderna:
- Idi (Feriae Iovi)
- Natale di Fauno sull'Isola Tiberina (Fauno in insula)
- Virgo Vesta
- Fornacalia, settimo giorno
- Terzo giorno dedicato ai Mani familiari (dies parentalis)